# تاتیانا علی
 تاتیانا علی (انگلیسی: Tatyana Ali؛ زادهٔ ۲۴ ژانویهٔ ۱۹۷۹) یک موسیقی‌دان اهل ایالات متحده آمریکا است. وی از سال ۱۹۸۵ میلادی تاکنون مشغول فعالیت بوده‌است.
او در فیلم داندی کروکودیل ۲ بازی کرده است.